# Карл Меллер
Карл Меллер (дан. Carl Møller, 24 серпня 1887 — 27 серпня 1948) — данський академічний веслувальник.
Олімпійський чемпіон 1912 року в складі розпашної четвірки зі стерновим з внутрішніми кочетами.